# Malachra officinalis
Malachra officinalis är en malvaväxtart som beskrevs av Johann Friedrich Klotzsch. Malachra officinalis ingår i släktet Malachra och familjen malvaväxter. Inga underarter finns listade i Catalogue of Life.